# Matte (Bern)
Die Matte (auch: Schwarzes Quartier, berndeutsch manchmal: Mättu) ist ein Teil der Altstadt von Bern. Es ist gleichzeitig ein statistischer Bezirk (dort als Schwarzes Quartier bezeichnet) und ein gebräuchliches Quartier (dort als Matte bezeichnet) im Stadtteil Innere Stadt (I). Das Quartier liegt auf einer Halbinsel in der Aare unterhalb der eigentlichen Altstadt direkt am Flussufer. Von der restlichen Stadt ist es geografisch und topografisch deutlich abgetrennt.
Im Jahr 2022 wurden 1225 Einwohner angegeben, davon 1035 Schweizer und 190 Ausländer.

## Geschichte

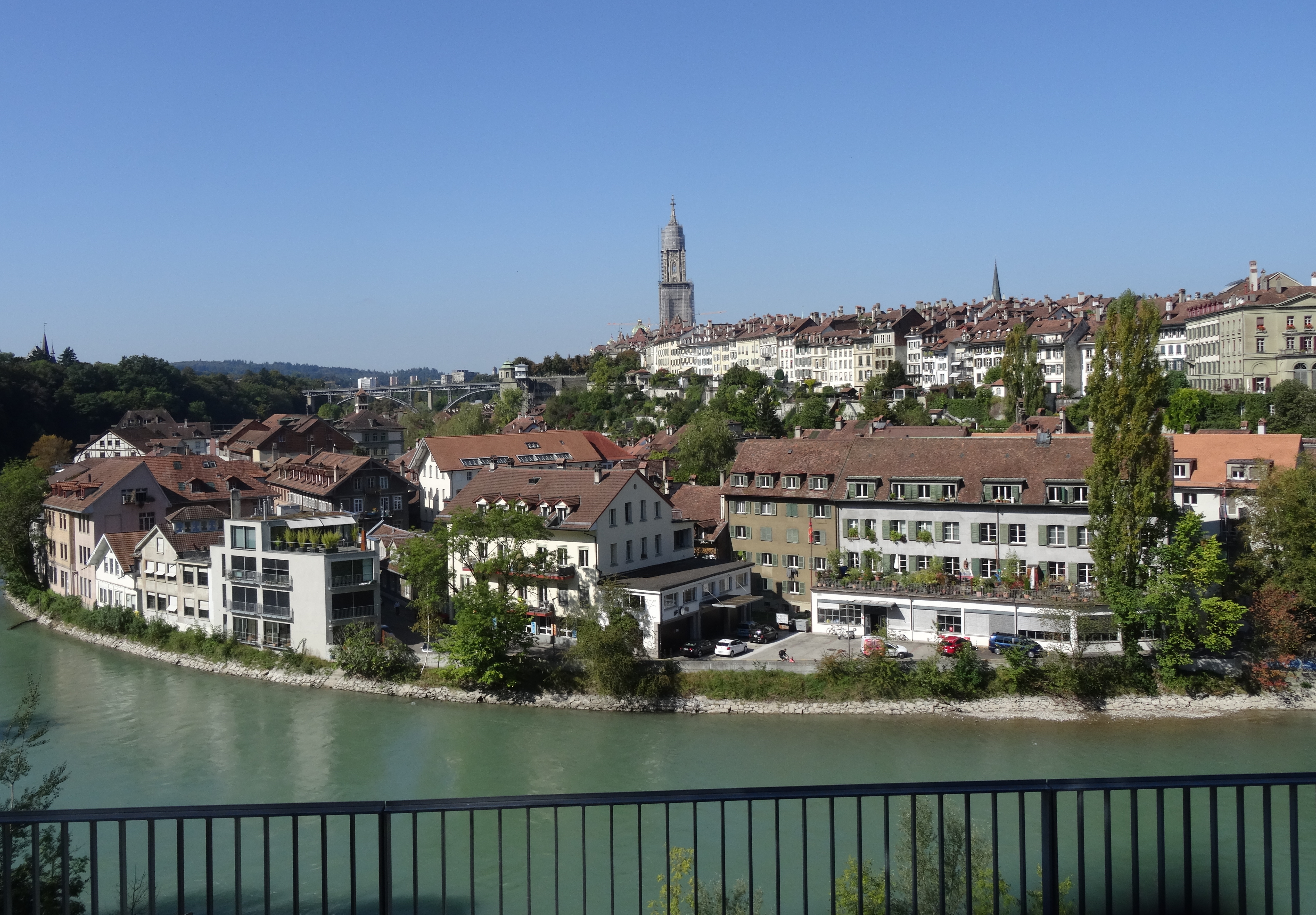
Mattequartier vom Bärenpark aus (2014)

Die Matte wird urkundlich erstmals um 1327 belegt. Bezeichnet wurde damit die Gegend um die Untertorbrücke, welche lange Zeit weit und breit der einzige Aareübergang war. Die Matte bildete die Anlegestelle für Schiffer und Flösser. Hier arbeiteten Fischer und Fuhrleute, und die Wasserkraft der Aare wurde durch Gewerbe und Kleinindustrie genutzt. Das Wasser zog auch Gerbereien an. Die Matte gehörte zum Metzgern-Viertel, einem der vier Venner-Viertel der Stadt Bern. Kirchlich gehörte die Matte zum Kirchspiel Bern. Als dieses 1721 dreigeteilt wurde, kam die Matte zur neugegründeten Kirchgemeinde Nydegg. Deren Pfarrkirche ist die Nydeggkirche. 1448 wohnten in der Matte rund 600 Menschen, was damals etwa 10 % der Stadtbevölkerung ausmachte. Im 16. Jahrhundert wurden hier mehrere Täufer in der Aare ertränkt.
Bei der Einführung der fünf farbigen Stadtquartiere 1798 durch die Franzosen erhielt die Matte die Farbe Schwarz.
Lange Zeit war das Mattequartier für seine Badehäuser bekannt, in denen zum Teil Bordelle betrieben wurden. 1760 vergnügte sich hier Giacomo Casanova, und im Sommer 1824 erschütterte die zur Schau getragene Sittenlosigkeit den Berliner Architekten Karl Friedrich Schinkel.
1891 entstand hier das erste bernische Elektrizitätswerk. Seit 1897 verbindet ein elektrischer Personenaufzug, der Mattelift, die Matte mit der Münsterplattform. Zu Fuss erreicht man die Rückseite des Berner Münsters von der Matte aus über die 183 Holzstufen der aus dem 14. Jahrhundert stammenden Mattentreppe.

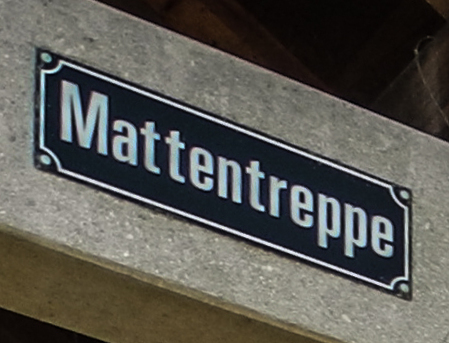
Schwarzes Strassenschild (2015)

Die Farbbezeichnung Schwarzes Quartier geht auf das Jahr 1798 zurück, als Napoleons Truppen anlässlich ihrer Einquartierung zur besseren Orientierung die Stadt in verschiedenfarbige Quartiere einteilten, da es noch keine Strassennamen gab bzw. die Soldaten mehrheitlich Analphabeten waren. Deshalb wurden zweisprachige Strassenschilder in entsprechenden Farben angefertigt, und diese Bezeichnungen bzw. Farbgebungen für Schilder halten sich bis heute.
Aus einem Industrie- und Arbeiterquartier wurde die Matte in der zweiten Hälfte des 20. Jahrhunderts zum Wohnort von Kunstschaffenden und Studierenden gentrifiziert.
Teure Renovationen der alten Häuser vertrieben das traditionelle Gewerbe zugunsten von Dienstleistungsbetrieben, z. B. Werbebüros.
Während der Hochwasser in den Voralpen 2005 floss durch das Flussbett der Aare das Vierfache der normalen Wassermenge. Dadurch wurde das Mattequartier teilweise mehrere Meter unter Wasser gesetzt. Am 24. August 2005 musste das Quartier schliesslich zwangsgeräumt werden. Erst nach einigen Tagen konnten die Bewohner wieder in ihre Häuser zurückkehren. Die Poststelle konnte erst nach einem Monat wieder mehr oder weniger normal betrieben werden.

## Mattenenglisch
Im Mattequartier entwickelte sich unter den männlichen Jugendlichen das Mattenenglisch, eine Buben- oder Geheimsprache, die vom Vater auf den Sohn weitergegeben wurde. Mattenenglisch wird seit der Jahrhundertmitte des 20. Jahrhunderts nicht mehr gesprochen, einzelne Ausdrücke haben sich in der Umgangssprache erhalten.

## Impressionen

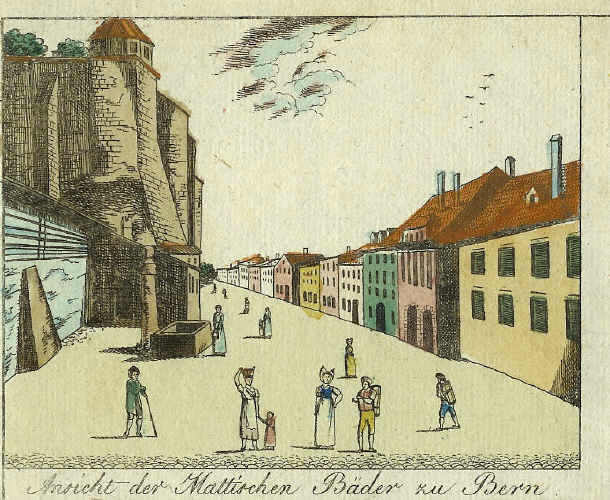
Badehäuser in der Matte um 1830
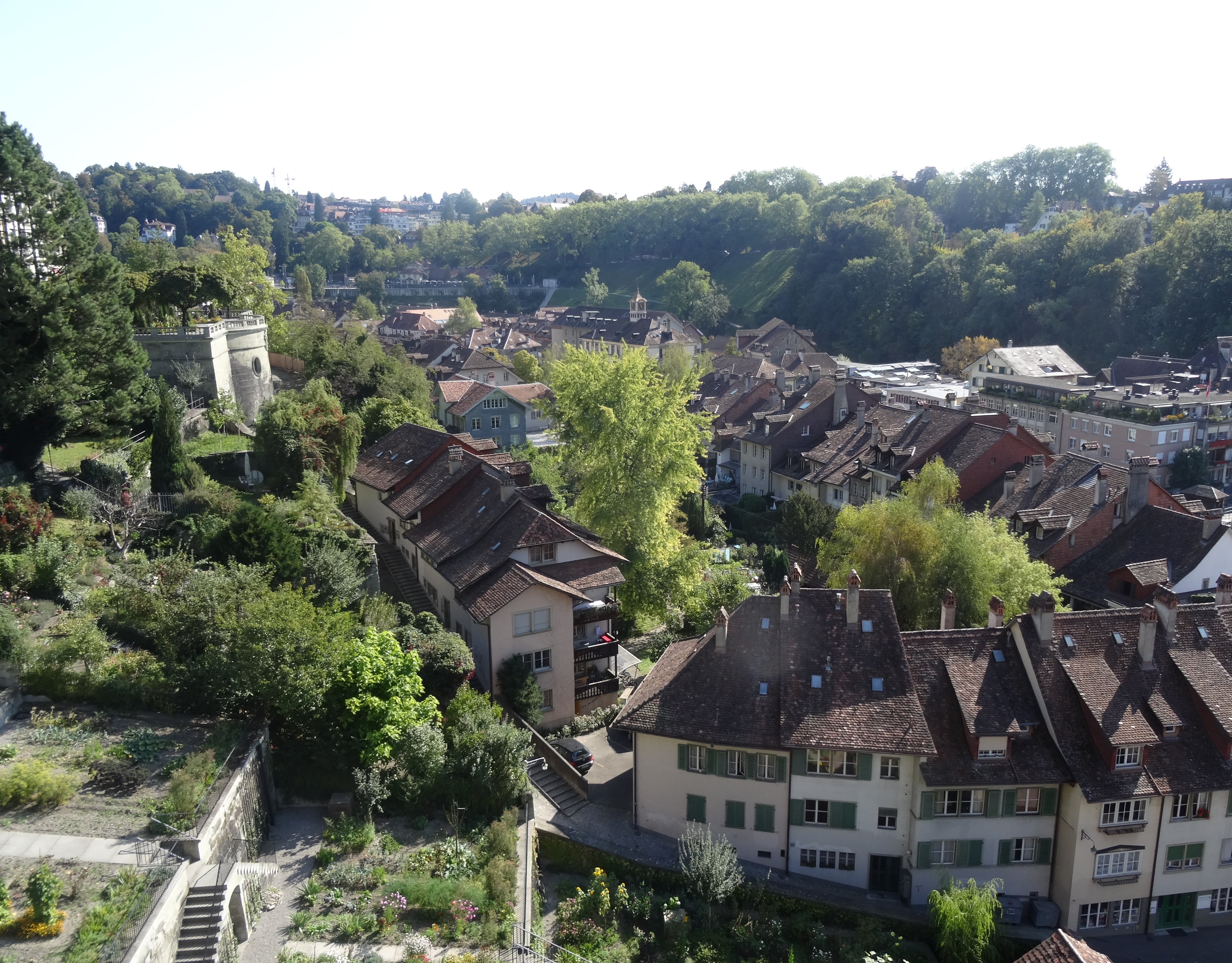
Blick ins Mattequartier
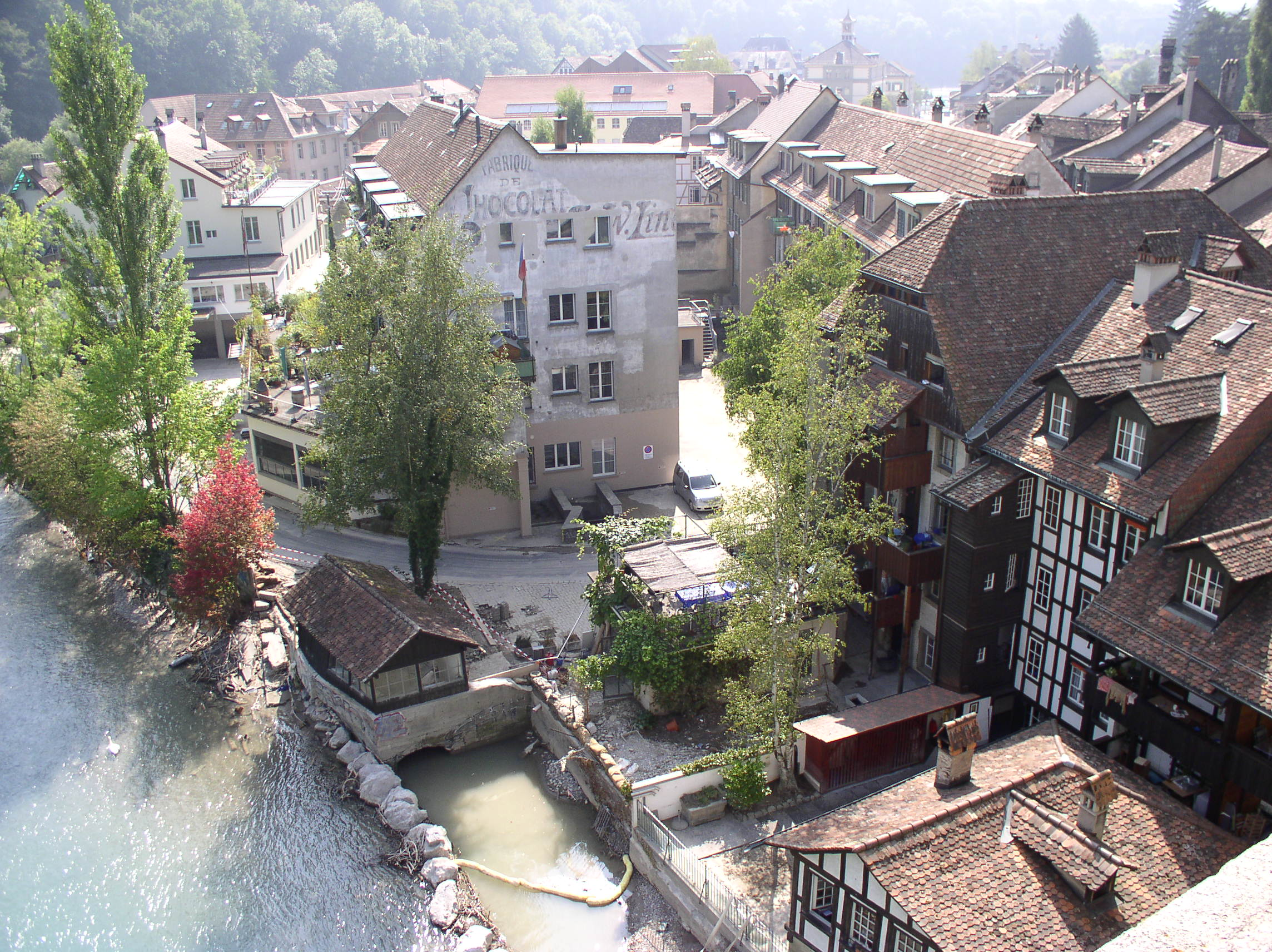
Blick in die Matte von der Nydeggbrücke
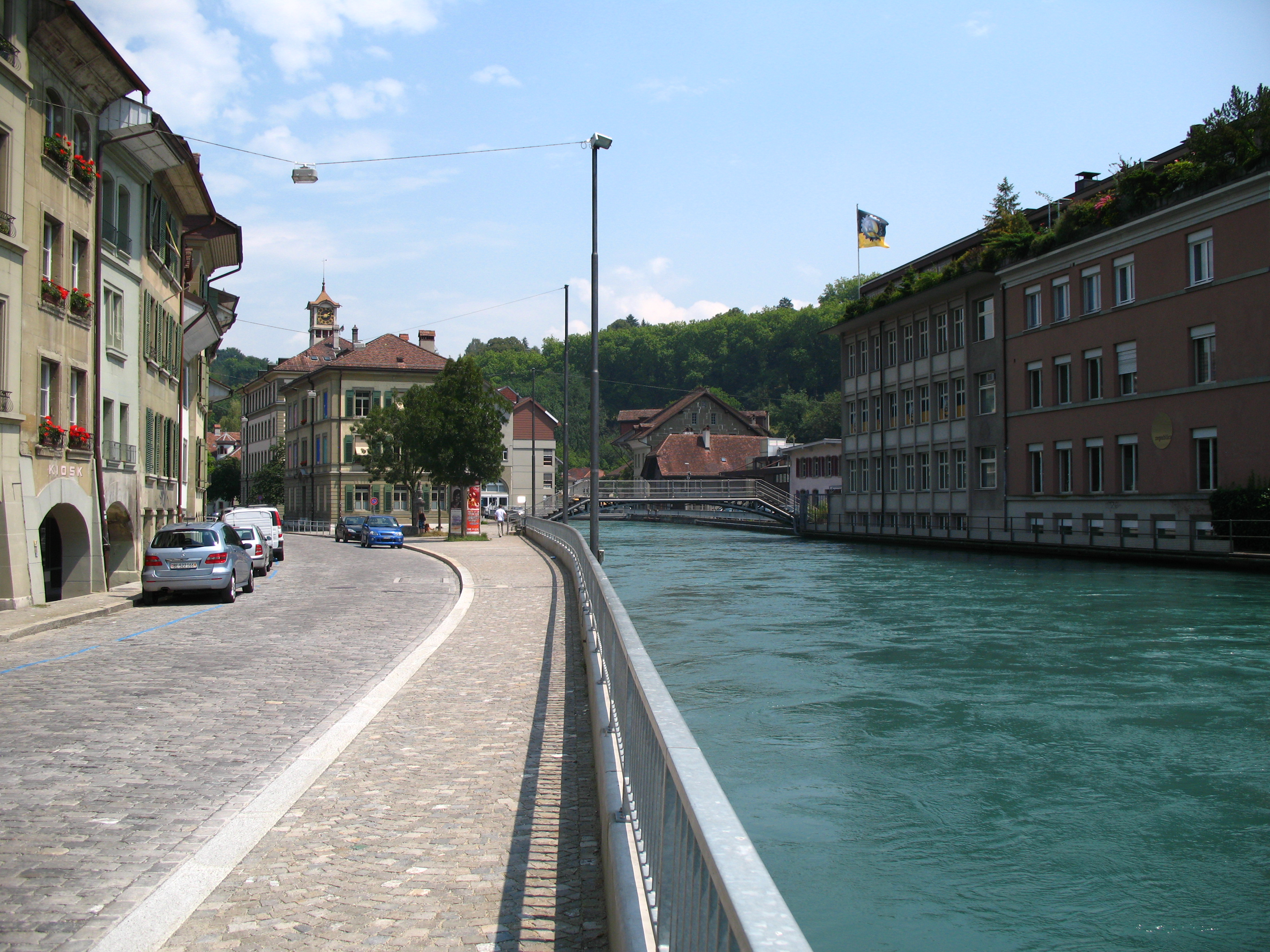
Schifflaube und Tych
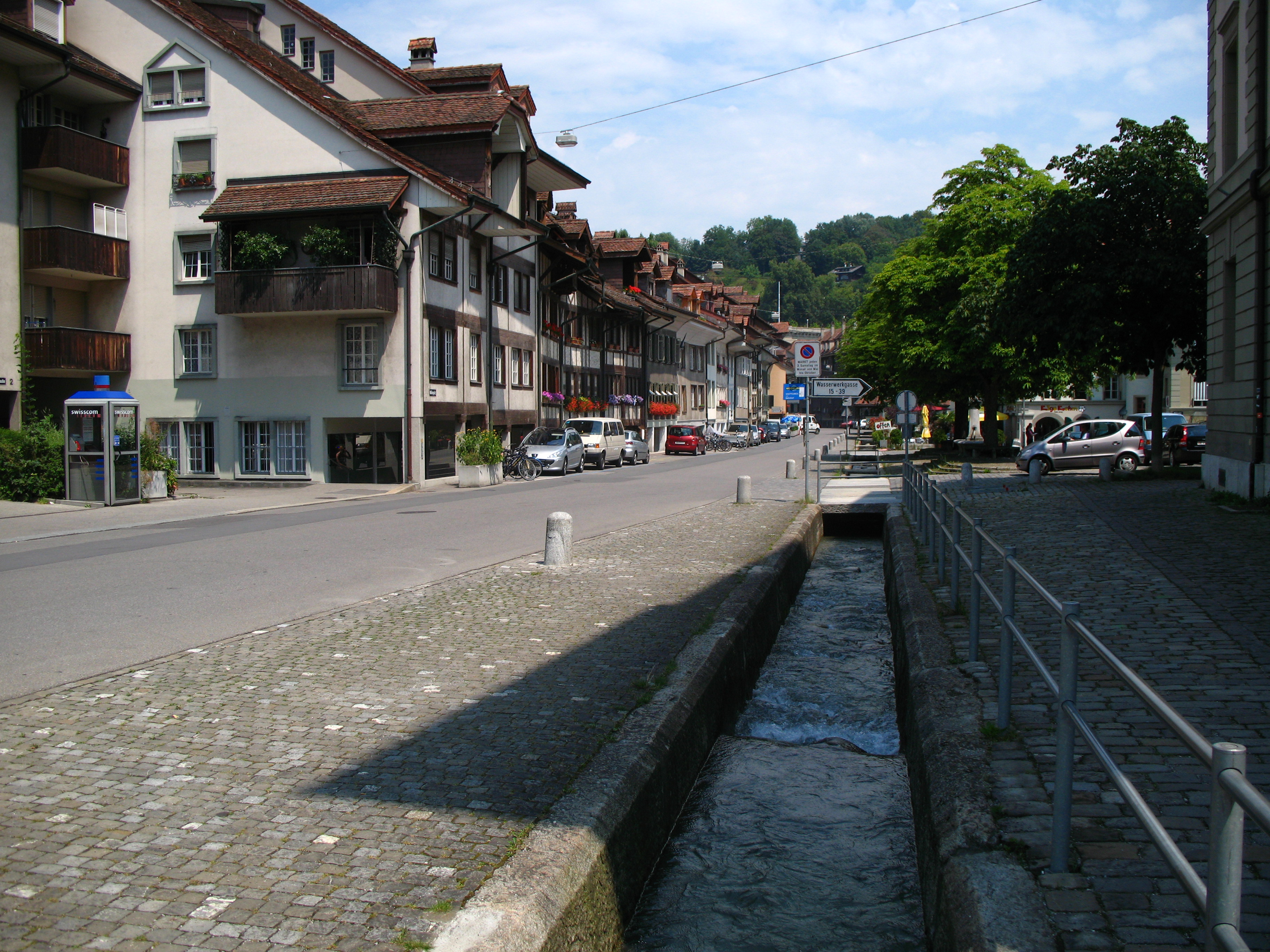
Mattebach am Mühlenplatz
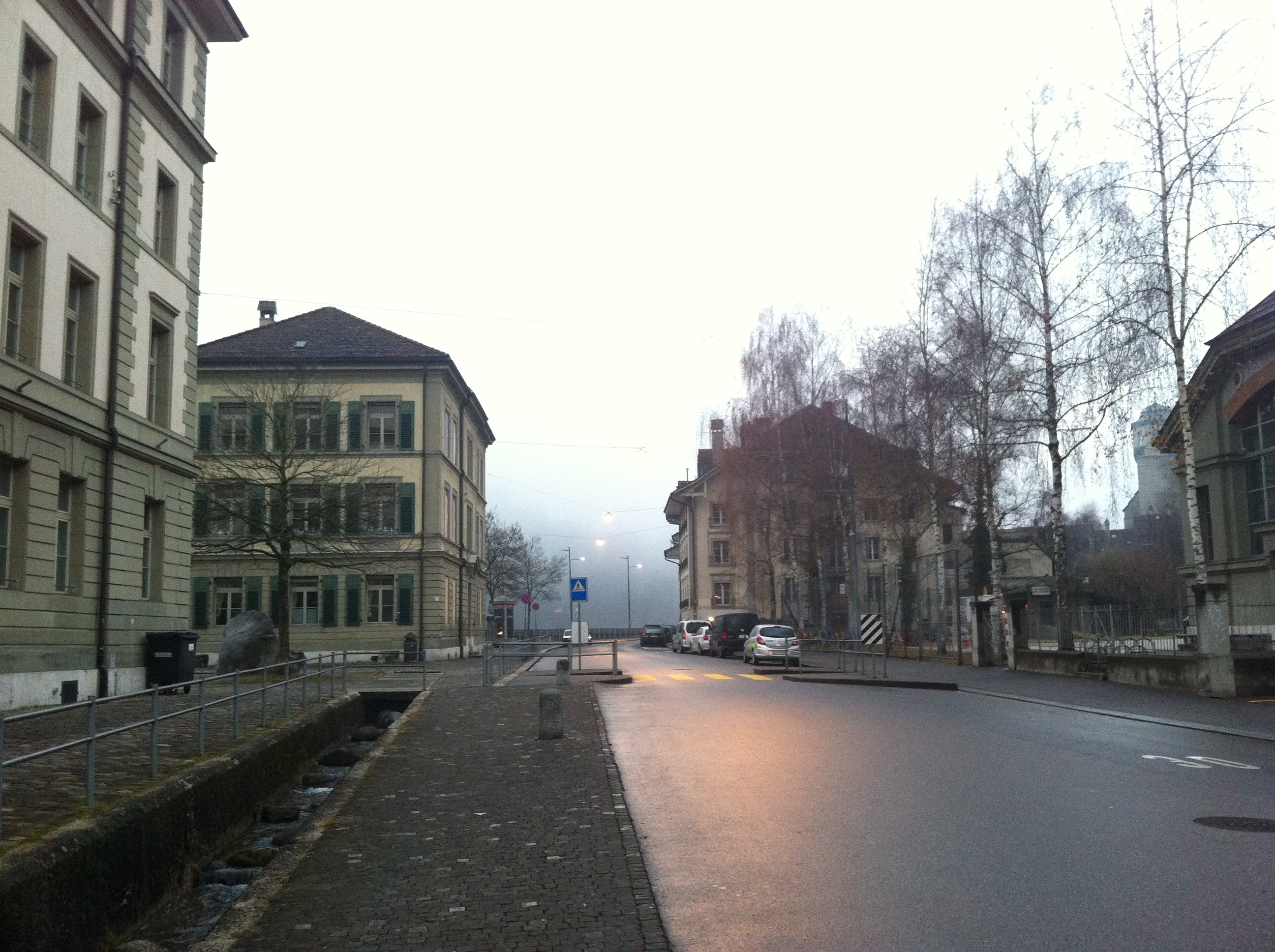
Die beiden Schulhäuser des Berner Mattequartiers (links)